# Henry Fielding

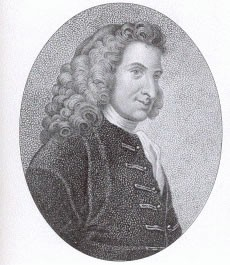
Henry Fielding

Henry Fielding (* 22. April 1707 in Sharpham Park bei Glastonbury, Somerset; † 8. Oktober 1754 in Lissabon) war ein berühmter englischer Romanautor, Satiriker, Dramatiker, Journalist und Jurist in der Zeit der Aufklärung.

## Leben und Wirken
Henry Fielding stammte aus der Familie der Earls of Denbigh. William Fielding, 1. Earl of Denbigh war sein direkter Vorfahre. Henrys Vater war Colonel Edmund Fielding, der mit Auszeichnung unter Marlborough gekämpft hatte. Seine Mutter, Sarah Gould, war eine Tochter des Juristen Sir Henry Gould, von dem sie ein Gut in East Stour, Dorset, geerbt hatte. Dorthin zog die Familie, als Henry drei Jahre alt war. Fieldings Mutter starb vor seinem elften Geburtstag, und sein Vater heiratete erneut.
Henry Fielding besuchte im Gegensatz zu seinen Schwestern, zu denen auch die spätere Schriftstellerin Sarah Fielding gehörte, das Eton College und studierte Jura in London und an der Universität Leiden. Von 1729 bis 1737 war er in London als Dramatiker und Theaterdirektor tätig. Von seinen 25 geschriebenen Dramen war die Farce The Life and Death of Tom Thumb the Great (1730) seinerzeit sehr erfolgreich. Daneben erschienen die Satiren Pasquin (1736) und The Historical Register for 1736 (1737).
Als Romanautor trat Fielding zuerst 1741 mit Shamela, einer Parodie auf Samuel Richardsons „Pamela“, in Erscheinung. Mit The History of the Adventures of Joseph Andrews and of His Friend Mr. Abraham Adams (1742, deutsch 1765), einer weiteren Parodie auf den Bestseller seines Rivalen Richardson, begründete Fielding den humorvoll-realistischen Roman: Sein Programm, Komik und Realismus zu verbinden und mit diesen Mitteln ein erzählerisches Bild der Gesellschaft zu zeichnen, war literaturgeschichtlich von größter Bedeutung. Die Gattung des Romans erhielt dadurch einen ganz neuen, entscheidenden Impuls.

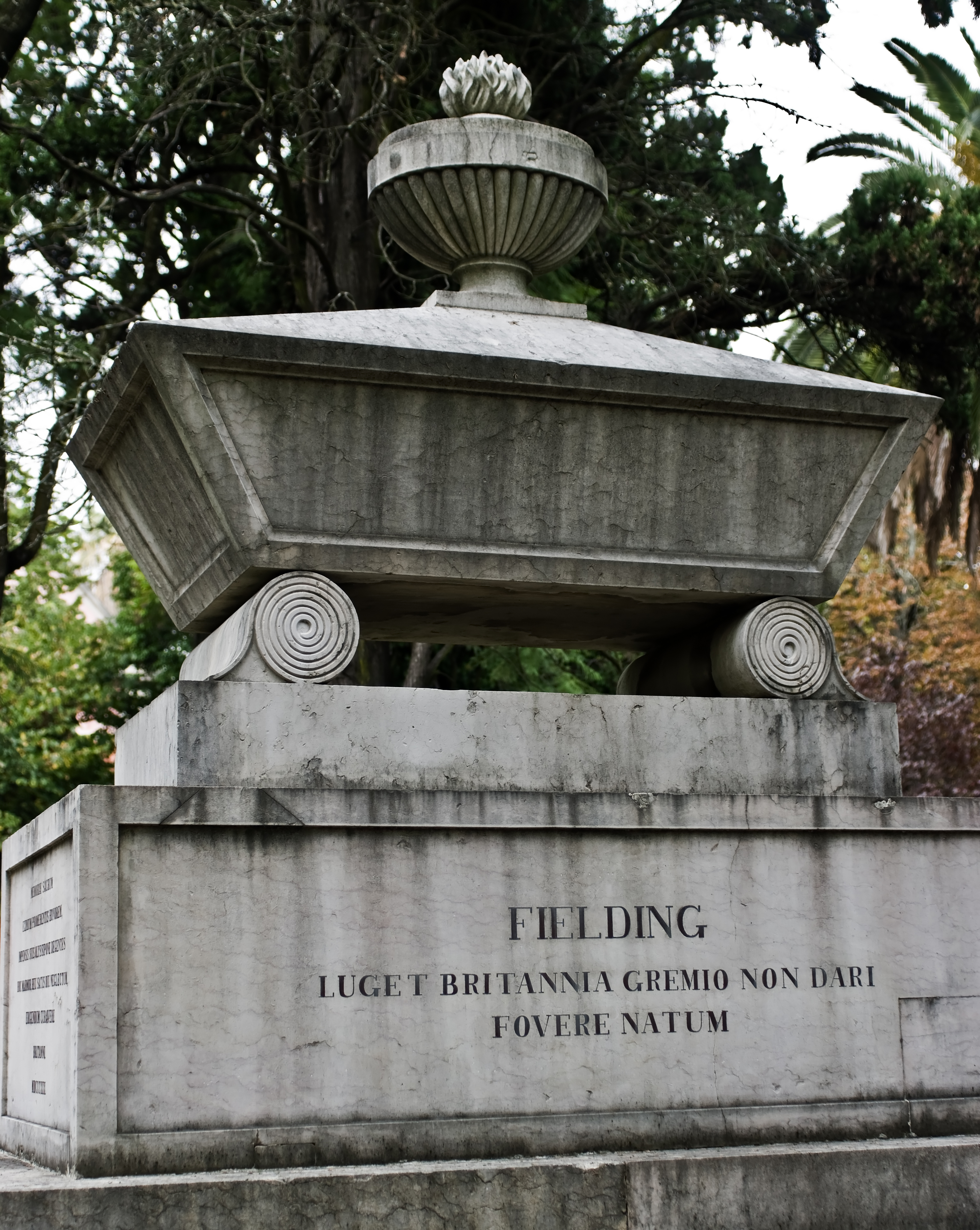
Lissabon, Fieldings Grabmal auf dem englischen Friedhof von Lissabon

Fieldings Miscellanies (3 Bände, 1743) enthalten The History of the Life of the Late Mr. Jonathan Wild the Great, einen satirischen Roman über das Heldentum. Fielding benutzte dabei den Verbrecher Jonathan Wild, um den Whig-Politiker und britischen Premierminister Robert Walpole zu karikieren. Sein berühmtester Roman, The History of Tom Jones, a Foundling (6 Bände, 1749, deutsch 1771) schildert die Abenteuer und Missgeschicke des schelmischen Protagonisten Tom Jones und entfaltet ein reiches Bild englischen Lebens und englischer Sitten. In Amelia (1751) bezog Fielding soziale Fragestellungen, vor allem die Kritik am englischen Gerichts- und Strafsystem in Anbetracht seiner Erfahrungen als Friedensrichter, in den Roman mit ein.
Zeitweise war Fielding auch journalistisch tätig, wovon die Zeitschriften The True Patriot (1745), The Jacobite’s Journal (1747) und The Covent Garden Journal (1752) zeugen. Seit 1748 war er Friedensrichter, zunächst in Manchester und ab 1749 in Middlesex. In dieser Funktion kämpfte er gegen die sozialen Missstände in England und versuchte, die zunehmende Kriminalität in London mit Hilfe von Reformen im Rechts- und Polizeiwesen einzudämmen. So erschienen unter anderem die Schriften An Enquiry into the Causes of the Late Increase of Robbers, etc. (1751) und Proposal for Making Effective Provision for the Poor (1753). Nach seinem Tod führte sein Halbbruder John die Reformen weiter.
Fielding starb am 8. Oktober 1754 in Lissabon an einem Leberversagen. Postum veröffentlicht wurde sein Journal of a Voyage to Lisbon (1755).

## Werke (unvollständig)
- The Masquerade – a poem (Fieldings erste Veröffentlichung)
- Love in Several Masques – Drama, 1728
- Rape upon Rape – Drama, 1730
- The Temple Beau – Drama, 1730
- The Author’s Farce – Drama, 1730
- The Tragedy of Tragedies; or, The Life and Death of Tom Thumb – Drama, 1731
- Grub-Street Opera – Drama, 1731
- The Modern Husband – Drama, 1732
- The Covent Garden Tragedy – Drama, 1732
- Pasquin – Drama, 1736
- The Historical Register for the Year 1736 – Drama, 1737
- An Apology for the Life of Mrs. Shamela Andrews – Roman, 1741
- Joseph Andrews|The History of the Adventures of Joseph Andrews and his Friend, Mr. Abraham Abrams – Roman, 1742
  - dt. Die Geschichte der Abenteuer des Joseph Andrews und seines Freundes Mr. Abraham Adams, Zürich: Manesse, 1994. ISBN 3-7175-1732-5
- The Life and Death of Jonathan Wild, the Great – Roman, 1743
  - Jonathan Wild der Grosse, Berlin und Weimar: Aufbau, 1965
- Miscellanies – Sammlung, 1743
- The Female Husband or the Surprising History of Mrs Mary alias Mr George Hamilton, who was convicted of having married a young woman of Wells and lived with her as her husband, taken from her own mouth since her confinement – Pamphlet, 1746
- The History of Tom Jones, a Foundling – Roman, 1749
  - Tom Jones: Die Geschichte eines Findelkindes
- A Journey from This World to the Next – 1749
- Amelia – Roman, 1751
  - Amelia, Berlin und Weimar: Aufbau, 1966
- The Covent Garden Journal – Zeitschrift, 1752 unter dem Pseudonym Sir Alexander Drawcansir
- Journal of a Voyage to Lisbon – Reiseerzählung, 1755

## Rezeption

### Verfilmungen
- 1962 – Tom Jones – Zwischen Bett und Galgen (Tom Jones) – Regie: Tony Richardson
- 1975 – Vagabund in tausend Nöten- (The bawdy adventures of Tom Jones) – Regie: Cliff Owen
- 1976 – Die Abenteuer des Joseph Andrews (Joseph Andrews) – Regie: Tony Richardson
- 1997 – The History of Tom Jones, a Foundling (Tom Jones) – Regie: Metin Hüseyin
- 2007 – City of Vice, TV-Serie über die Fieldings – Regie: Justin Hardy, Dan Reed